# Volker Kutscher
Volker Kutscher (Lindlar, Renania del Norte-Westfalia, 26 de diciembre de 1962) es un escritor alemán, conocido principalmente por la serie de novelas policíacas protagonizadas por el comisario Gereon Rath y su ayudante Charlotte Ritter que se desarrollan en el Berlín de finales de la década de 1920 y principios de la siguiente, y que ha servido de base para la serie de televisión Babylon Berlin.

## Biografía
Volker Kutscher nació el 26 de diciembre de 1962 en Lindlar, Renania del Norte-Westfalia, a las afueras de Colonia, Alemania. En la universidad, Kutscher estudió filología alemana, filosofía e historia, y luego trabajó como periodista antes de comenzar su carrera como novelista.
En 1996 publicó su primera novela policíaca Bullenmord, ambientada en su región natal, Condado del Monte. A esta le siguieron otras dos novelas independientes, publicadas en 1998 y 2003, respectivamente.
Volker Kutscher trabaja como autor a tiempo completo y vive en Colonia.

### Novelas
Serie Gereon Rath:
1. Der nasse Fisch, Kiepenheuer & Witsch, Colonia 2008, ISBN 978-3-462-04022-7
Traducción al español: Sombras sobre Berlín, Barcelona, Ediciones B, 2010
  - "Moabit", cuento, precuela, Galiani, Berlín/Colonia 2017, ISBN 978-3-86971-155-3
2. Der stumme Tod, Kiepenheuer & Witsch, Colonia 2009, ISBN 978-3-462-04074-6
Traducción al español: Muerte en Berlín, Barcelona, Ediciones B, 2011
3. Goldstein, Kiepenheuer & Witsch, Colonia 2010, ISBN 978-3-462-04238-2
Traducción al español: Un gánster en Berlín, Barcelona, Ediciones B, 2015
4. Die Akte Vaterland, Kiepenheuer & Witsch, Colonia 2012, ISBN 978-3-462-04466-9
Traducción al español: El Expediente Vaterland, Barcelona, Ediciones B, 2019
5. Märzgefallene, Kiepenheuer & Witsch, Colonia 2014, ISBN 978-3-462-04707-3
  - "Märchen mit Zündhölzern", 2016, cuento
  - "Durchmarsch", 2016, cuento
6. Lunapark, Kiepenheuer & Witsch, Colonia 2016, ISBN 978-3-462-04923-7
  - "Plan B", 2017, cuento
7. Marlow, Piper, Múnich 2018, ISBN 978-3-492-05594-9.

En alemán se han publicado diez novelas de la serie Gereon Rath. En español sólo cuatro. Ver Wikipedia en alemán.
Independientes:
- Bullenmord, Emons Verlag, Colonia 1995, ISBN 3-924491-87-9, con Christian Schnalke
- Vater unser, Emons Verlag, Colonia 1998, ISBN 3-89705-131-1, con Christian Schnalke
- Der schwarze Jakobiner, Emons Verlag, Colonia 2003, ISBN 3-89705-313-6

### Cómics
- Der nasse Fisch, Carlsen, Hamburgo 2017, ISBN 978-3-551-78248-9, con Arne Jysch, adaptación de su novela homónima

### Guiones
- Ladylike – Jetzt erst recht! (2009), telefilme
- "Rot wie der Tod" (2010), episodio de la serie Einsatz in Hamburg (2000-2013)
- Babylon Berlin (2017-), serie

## Adaptaciones
- Babylon Berlin (2017-), serie dirigida por Tom Tykwer, Achim von Borries y Hendrik Handloegten, basada en la serie de novelas Gereon Rath